# Гат, Азар
Азар Гат (родился в 1959 году в Хайфе, Израиль) — исследователь и автор по военной истории, военной стратегии, войне и миру в целом. Наряду со Стивеном Пинкером и другими, Гат утверждает, что война в современном мире идет на убыль.
В настоящее время он является профессором национальной безопасности фонда Эзера Вейцмана и находится на втором сроке (первый с 1999 по 2003 год) в качестве заведующего кафедрой политологии Тель-Авивского университета. Основатель и руководитель университетской программы магистратуры по дипломатии и безопасности. Майор израильской армии.
Гат имеет докторскую степень Оксфордского университета (1984-86), степень магистра Тель-Авивского университета (1979-83) и степень бакалавра Хайфского университета (1975-78).
Он был научным сотрудником фонда Александра фон Гумбольдта во Фрайбургском университете, Германия; стипендиатом Фулбрайта Йельского университета, США; стипендиатом Британского Совета в Оксфордском университете, Великобритания; приглашенным научным сотрудником Центра Мершона, Университет штата Огайо, США; приглашенным израильским профессором фонда Голдмана в Джорджтаунском университете, США; и почетным приглашенным научным сотрудником фонда Корета по изучению Израиля в Гуверовском институте, Стэнфордский университет, США.
Книга Гата «Война в человеческой цивилизации», опубликованная в 2006 году издательством Oxford University Press, была названа одной из лучших книг года изданием The Times Literary Supplement.

## Исследовательская работа
Азар Гат начал свою карьеру, сосредоточившись на военной истории и стратегии, что отражено в его книге 1989 года «Истоки военной мысли от эпохи Просвещения до Клаузевица», книге, которую часто цитируют, особенно в отношении Карла фон Клаузевица. С годами он расширил сферу своей деятельности, включив в неё причины, особенно доисторические причины войн.
В заключение, давайте поближе разберемся в эволюционных расчетах, которые могут оправдать крайне опасную деятельность по борьбе за ресурсы. В наших обществах изобилия может быть трудно понять, насколько шатким было (и остается до сих пор) существование людей в досовременных обществах. Призрак голода и голодной смерти постоянно нависал над их головами. Влияя как на смертность, так и на размножение (последнее через половое влечение человека и фертильность женщин), оно постоянно в той или иной степени урезало их численность, действуя в сочетании с болезнями. Таким образом, борьба за ресурсы очень часто была экономически выгодной с точки зрения эволюции.
В книге «Война в человеческой цивилизации» (2006 г.) и в её продолжении «Победоносные и уязвимые: почему демократия победила в 20-м веке и как она все ещё находится под угрозой» Гат утверждает, что на протяжении тысячелетий мир неуклонно становился все более мирным. Он считает, что в этом процессе есть два основных шага. Первый появился с появлением государства: когда население заключало общественный договор с государством, оно отказывалось от части своей автономии в обмен на то, что государство заботится об их безопасности. Второй шаг произошел с модернизацией и промышленной революцией, которые привели к экономическому росту и взаимозависимости и соответствующему увеличению благосостояния и уровня жизни. Он также принес с собой либеральные демократии и ядерное сдерживание. И эти шаги, и все эти факторы привели к уменьшению количества войн и военных потерь. Другими словами, мир стал выгодным и, следовательно, более распространенным. В то же время есть ещё страны, менее затронутые этим развитием, и в этих частях света чаще случаются войны. Утверждая, что война находится в упадке, Гат соглашается со Стивеном Пинкером, Джошуа Гольдштейном и Робертом Мучембледом, которые все утверждают то же самое, хотя и определяют разные причинные механизмы, лежащие в основе явлений.
В целом взгляды Гата на войну и её связи с культурой и человеческой природой аналогичны взглядам Стивена А. Леблана и Стивена Пинкера . Он включает в себя точки зрения этологии, эволюции, эволюционной психологии, антропологии, археологии, истории, исторической социологии и политологии. См. в частности, его основополагающую книгу 2006 года «Война в человеческой цивилизации». Другим примером является статья «Мотивационный комплекс человека: эволюционная теория и причины борьбы между охотниками и собирателями», процитированная выше и процитированная в работе «Эволюционная психология, мемы и происхождение войны».
Гат полагает, что национальные государства существовали издавна. По его мнению, древний Египет, Израиль и классические Афины были национальными государствами.

## Публикации

### Книги
- The Origins of Military Thought: From the Enlightenment to Clausewitz. — Oxford University Press, 1989. — P. 296. — ISBN 978-0198229483.
- The Development of Military Thought: The Nineteenth Century. — Oxford University Press, 1992. — P. 288. — ISBN 978-0198202462.
- Fascist and Liberal Visions of War: Fuller, Liddell Hart, Douhet, and Other Modernists. — Oxford University Press, 1998. — P. 352. — ISBN 978-0198207153.
- British Armour Theory and the Rise of the Panzer Arm: Revising the Revisionists. — Palgrave Macmillan, 2000. — P. 140. — ISBN 978-0312229528.
- War in a Changing World. — University of Michigan Press, 2001. — P. 240. — ISBN 9780472111855.
- A History of Military Thought: From the Enlightenment to the Cold War. — Oxford University Press, 2001. — P. 890. — ISBN 9780199247622.
- War in Human Civilization. — Oxford University Press, 2006. — P. 848. — ISBN 978-0199236633.
- Victorious and Vulnerable: Why Democracy Won in the 20th Century and How it is Still Imperiled. — Rowman & Littlefield Publishers, 2009. — P. 140. — ISBN 978-1442201149.
- Nations: The Long History and Deep Roots of Political Ethnicity and Nationalism. — Cambridge University Press, 2013. — P. 447. — ISBN 978-1107400023.

### Статьи
- Gat, Azar (April 1992). Clausewitz and the Marxists: Yet Another Look. Journal of Contemporary History. 27 (2): 363–384. doi:10.1177/002200949202700208.
- Gat, Azar (July 1996). The Hidden Sources of Liddell Hart's Strategic Ideas. War in History. 3 (3): 293–308. doi:10.1177/096834459600300303.
- Gat, Azar (October 2005). The Democratic Peace Theory Reframed: The Impact of Modernity. World Politics. 58 (1): 73–100. doi:10.1353/wp.2006.0017.
- The Return of Authoritarian Great Powers. Foreign Affairs. 86 (4). July-August 2007.{{cite journal}}:  Википедия:Обслуживание CS1 (формат даты) (ссылка)
- Gat, Azar (December 2009). So Why Do People Fight? Evolutionary Theory and the Causes of War. European Journal of International Relations. 15 (4): 571–599. doi:10.1177/1354066109344661.
- Gat, Azar (21 декабря 2012). Is War Declining – And Why?. Journal of Peace Research. Published online before print (2): 149–157. doi:10.1177/0022343312461023.
- Azar Gat’s research while affiliated with Tel Aviv University and other places